# Teo Briones
Mateo Justis Briones (Oxford, 2005. január 11. –) brit színész és zenész.
Legismertebb szerepei közé tartozik Junior Wheeler a Gyerekjáték slasher-sorozat alapján készült Chucky (2021) című sorozatban, valamint Charlie Reyes a Végső állomás: Vérvonalak (2025) című természetfeletti horrorfilmben. Emellett szerepelt a Freeform Hazug csajok társasága (2012-2013) tinisorozatban és a Netflix Ratched (2020) című thriller sorozatban.

## Élete
2005. január 11-én született az angliai Oxfordban, miközben szülei turnézni voltak. Színészcsaládba született, édesapja Jon Jon Briones filippínó színész és énekes, édesanyja Megan Briones (születési nevén Johnson) amerikai színésznő és énekesnő. Nővére, Isa Briones szintén színésznő és énekesnő. Családja 3 éves korában Los Angelesbe költözött, majd 5 éves korában kezdett el színészettel és modellkedéssel foglalkozni. A színészet mellett zenész is – gitározik, basszusgitározik és dobol. Jártas az XMA-ban, a tornában, az akrobatikában és a filmes harcművészetekben, emellett kék öves karatés. Tapasztalatot szerzett a táncban is; hip-hop, balett és sztepp oktatásban vett részt.

## Pályafutása
2012-ben megkapta első kiemelkedő alakítását a Hazug csajok társasága című népszerű tini-drámasorozatban, ahol a harmadik és negyedik évadban visszatérő szerepet kapott. A következő évben hat epizód erejéig csatlakozott az Ármány és szenvedély című szappanoperához. Ugyanebben az évben Briones debütált a filmvásznon a Lonely Boy című vígjáték-drámában, amelyben nővére is szerepelt. 2017-ben társszerepet játszott a Wind River – Gyilkos nyomon című neo-western drámafilmben, melyben egy indián rezervátumi fiatal nő rejtélyes gyilkossága ügyében nyomozó ügynök kisfiát alakította. 2020-ban feltűnt Ryan Murphy Ratched című Netflix-sorozatában, amely az 1975-ös film előzményeként készült.
2024-ben megkapta a Warner Bros. Pictures által gyártott Végső állomás: Vérvonalak (2025) egyik főszerepét, amely a Végső állomás-franchise hatodik része.

## Filmográfia

### Film
| Év   | Magyar cím                      | Eredeti cím                  | Szerep            | Magyar hang  |
| ---- | ------------------------------- | ---------------------------- | ----------------- | ------------ |
| 2013 |                                 | Lonely Boy (debütálófilm)    | Jonny             |              |
| 2013 |                                 | Chase Me Through (rövidfilm) | Jon               |              |
| 2017 | Wind River – Gyilkos nyomon     | Wind River                   | Casey Lambert     | Tóth Márk    |
| 2021 |                                 | Agent Revelation             | Larry Higgins     |              |
| 2024 | A szuperkatona                  | Agent Recon                  | Larry Higgins     |              |
| 2025 | Végső állomás: Vérvonalak       | Final Destination Bloodlines | Charlie Reyes     | Miller Dávid |
| 2025 | Öt éjjel Freddy pizzázójában 2. | Five Nights at Freddy's 2    | ismeretlen szerep |              |

### Televízió
| Év        | Magyar cím               | Eredeti cím          | Szerep               | Megjegyzés                              |
| --------- | ------------------------ | -------------------- | -------------------- | --------------------------------------- |
| 2010      |                          | Cutthroat            | Alex Cabrera         | tévéfilm                                |
| 2011      | Oso különleges ügynök    | Special Agent Oso    | Javier (hangja)      | 1 epizód                                |
| 2011      | Harcra fel!              | Kickin' It           | Jack Brewer fiatalon | 1 epizód                                |
| 2011      |                          | Death Valley         | kölyök               | 1 epizód                                |
| 2012      | Városfejlesztési osztály | Parks and Recreation | Joey                 | 1 epizód                                |
| 2012      | Hazug csajok társasága   | Pretty Little Liars  | Malcolm Cutler       | - mellékszereplő - 3–4. évad (4 epizód) |
| 2013      | Ármány és szenvedély     | Days of Our Lives    | Timmy Bernardi       | - mellékszereplő - 12. évad (6 epizód)  |
| 2013      | Modern család            | Modern Family        | mikulás kölyök       | 1 epizód                                |
| 2013–2016 | Dr. Plüssi               | Doc McStuffins       | Carlos (hangja)      | 3 epizód                                |
| 2014      | Stalker                  | Stalker              | Landon Richards      | 1 epizód                                |
| 2014      |                          | Disorganized Zone    | Logan                | 1 epizód                                |
| 2015      |                          | Longmire             | Cade Tall Grass      | 1 epizód                                |
| 2015      | Suttogók                 | The Whispers         | Silas                | 1 epizód                                |
| 2016      | Halálos fegyver          | Lethal Weapon        | Ethan McFadden       | 1 epizód                                |
| 2017      |                          | Will vs. The Future  | Will Jin             | kiadatlan próbaepizód                   |
| 2020      |                          | Ratched              | Peter                | mellékszereplő (3 epizód)               |
| 2021      | Chucky                   | Chucky               | Junior Wheeler       | - főszereplő - 1. évad (8 epizód)       |

## Díjak és jelölések
| Díj       | Év   | kategória            | Jelölt                      | Eredmény | Forr.  |
| --------- | ---- | -------------------- | --------------------------- | -------- | ------ |
| BAM Award | 2017 | Legjobb szereposztás | Wind River – Gyilkos nyomon | Elnyerte | [ 11 ] |